# Бутч и Сандэнс: Ранние дни
«Бу́тч и Са́ндэнс: Ра́нние дни» (англ. Butch and Sundance: The Early Days), США, 1979 — вестерн американского режиссёра Ричарда Лестера. Фильм является приквелом к оригинальной ленте 1969 года. Главные роли исполнили Том Беренджер в роли Бутча Кэссиди и Уильям Кэтт в роли Сандэнса Кида. Сценарий для картины написал Аллан Бёрнс. Фильм получил смешанные отзывы, но был номинирован на премию «Academy Award» за
«Лучший дизайн костюмов».

## Сюжет
Молодые Бутч Кэссиди и Сандэнс Кид пытаются подражать преступникам, которые считают что нарушать закон не так просто, как кажется.

## В ролях
- Том Беренджер — Бутч Кэссиди
- Уильям Кэтт — Сандэнс Кид
- Джефф Кори — шериф Рэй Блэдсоу
- Джон Шак — Кид Карри / Харви Логан
- Майкл С. Гвин — Майк Кэссиди
- Питер Уэллер — Джо Ли Форс
- Брайан Деннехи — Хэнкс
- Кристофер Ллойд — Билл Тод Карвер
- Джилл Айкенберри — Мэри Паркер
- Джоэл Флюллен — Джек
- Реджина Бафф — Руби
- Питер Брокко — старый грабитель
- Винсент Скьявелли — сторожевой
- Хью Гиллин — Сайрас Антун
- Шэррил Линн Реттино — Энни
- Илья Баскин — бухгалтер Илья

## Производство
Аллан Бёрнс работал над сценарием с Уильям Голдмэном, который выступал в качестве исполнительного продюсера. Голдмэн добавил некоторые сцены и моменты, схожие с первым фильмом, но основная часть сценария была написана Бёрнсом. Когда Уильям Кэтт снимался в «Первой любви», его прозвали молодым Робертом Редфордом, вскоре и оказался на кастинге. Том Беренджер получил роль после того, как в студии были впечатлены его игрой в фильме «В поисках мистера Гудбара». Кристофер Ллойд и Винсент Скьявелли уже снимались вместе в «Пролетая над гнездом кукушки». Режиссёр Ричард Лестер утверждает, что никогда не видел первого фильма.

## Релиз

### DVD
Первое издание на DVD распространялось компанией Anchor Bay Entertainment в феврале 2005 года. Тем не менее, Anchor Bay с тех пор потеряла права на распространение фильмов и выпуск DVD пришлось приостановить.
Shout! Factory недавно[когда?] приобрела права на фильм и выпустила его на DVD в виде двойного биллинга со «Смертельной охотой» 1 февраля 2011 года.